# HD 95086 b
 (mars 2023).
Si vous disposez d'ouvrages ou d'articles de référence ou si vous connaissez des sites web de qualité traitant du thème abordé ici, merci de compléter l'article en donnant les références utiles à sa vérifiabilité et en les liant à la section « Notes et références ».
HD 95086 b est une exoplanète gravitant autour de l'étoile HD 95086 (en) située à près de 300 années lumière du Système solaire. L'étoile est de la pré-séquence principale, l'exoplanète est environ cinq fois plus massive que Jupiter et tourne entre 53 et 82 au de l'étoile mère.

## L'étoile hôte
HD 95086 est un membre très probable de la région de formation d'étoiles du Bas-Centaure Croix du Sud de l'association Scorpion-Centaure. L'étoile a une masse de 1,6 masse solaire, ce qui en fait une étoile de type A tardive. Elle est située environ à 90 parsecs dans la constellation de la Carène.

## Description
HD 95086 b est une géante gazeuse localisée sur une orbite éloignée. Elle est donc un candidat viable d'une planète qui se serait formée près de son étoile hôte et qui en aurait ensuite été éloignée à la suite d'interactions gravitationnelles avec d'autres particules massives en orbite. Dans un disque de débris, ces particules prennent la forme d'autres planètes ou planétésimaux en orbite. Ce mécanisme de diffusion a été étudié pour rechercher des particules sous la forme d'éléments fluides sur-denses, comme celles que l'on trouve dans un disque protoplanétaire contenant une planète. Il a été suggéré que les événements de diffusion pourraient expliquer l'existence des planètes massives observés à de grands rayons orbitaux.

## Détection
HD 95086 b a été détectée dans les longueurs d'onde de l'infrarouge thermique (à 3,8 µm) par imagerie directe, à l'aide de l'instrument NACO du VLT. Un disque de débris a également été détecté dans le système à des longueurs d'onde submillimétriques et a été résolu dans l'infrarouge lointain à partir de données obtenues avec le télescope spatial Herschel.
La planète avait initialement été détectée dans des données recueillies en 2012, à une distance de 623,9 ± 7,4 mas (~56 UA) de l'étoile mère et à un angle de position de 151,8 ± 0,8 degrés. La planète a été retrouvée en juin 2013 mais avec un rapport signal sur bruit élevé des données. L'astrométrie de la planète en janvier 2012 et en juin 2013, ainsi qu'une détection marginale effectuée en mars 2013, confirment qu'elle est liée à l'étoile mère et que ce n'est pas une étoile d'arrière-plan. La luminosité de HD 950086 b à 3,8 µm, combinée à des limites supérieures sensibles sur sa luminosité à des longueurs d'onde plus courtes[Quoi ?] est cohérente avec les tendances observées pour d'autres planètes jeunes directement imagées, telles que celles situées autour de HR 8799. En particulier, la limite inférieure de sa couleur de 1,65 à 3,8 µm, de magnitude 3,1[Quoi ?], exclut les étoiles de fond et la plupart des naines brunes.
Les images spatialement résolues du système du télescope spatial Herschel suggèrent que le système contient deux ceintures différentes avec un grand espacement entre les deux, similaires à ceux de HR 8799. HD 95086 b est probablement responsable du façonnement du bord intérieur abrupt du disque externe, mais des planètes supplémentaires dans ce système occupant le reste de l’espace évidé sont très possibles.